# Paducah (Kentucky)
Paducah is een plaats (city) in de Amerikaanse staat Kentucky, en valt bestuurlijk gezien onder McCracken County.

## Demografie
Bij de volkstelling in 2000 werd het aantal inwoners vastgesteld op 26.307.
In 2006 is het aantal inwoners door het United States Census Bureau geschat op 25.661, een daling van 646 (-2.5%).

## Geografie
Volgens het United States Census Bureau beslaat de plaats een oppervlakte van
50,6 km², waarvan 50,5 km² land en 0,1 km² water.

## Geboren
- Boots Randolph (1927-2007), saxofonist
- Jerry Crutchfield (1934-2022), musicus, songwriter, muziekuitgever, platenbaas
- Jan Crutchfield (1938-2012), zanger en songwriter
- Steven Curtis Chapman (1962), zanger en songwriter
- Danielle Carruthers (1979), atlete
- Rumer Willis (1988), actrice

## Plaatsen in de nabije omgeving
De onderstaande figuur toont nabijgelegen plaatsen in een straal van 8 km rond Paducah.